# Тарчановський Симон
Тарчановський Симон, або Семен (пом. не раніше 1861 року) — український селянин з Хащова, громадський діяч.
Був обраний послом до Галицького сейму 1-го скликання у 1861 році (від IV курії 20 округу Турка — Бориня; входив до складу «Руського клубу»). Посол до Райхсрату Австро-Угорщини у 1861—1866 роках від судових повітів Львів, Винники, Щирець, Городок, Янів, Самбір, Старе місто, Стара Сіль, Турка, Бориня, Дрогобич, Підбуж, Рудки, Комарно, Лука і Меденичі.